# (3660) Lazarev
(3660) Lazarev (1978 QX2) – planetoida z pasa głównego asteroid okrążająca Słońce w ciągu 5,78 lat w średniej odległości 3,22 au Odkrył ją Nikołaj Czernych 31 sierpnia 1978 roku.